# الحوة (الشحر)
'

تعديل مصدري - تعديل

الحوة هي إحدى قرى عزلة الشحر بمديرية الشحر التابعة لمحافظة حضرموت، بلغ تعداد سكانها 145 نسمة حسب تعداد اليمن لعام 2004.